# Spirostreptus rusticus
Spirostreptus rusticus är en mångfotingart som först beskrevs av Carl Graf Attems 1950.  Spirostreptus rusticus ingår i släktet Spirostreptus och familjen Spirostreptidae. Inga underarter finns listade i Catalogue of Life.